# Дъглас (окръг, Канзас)
Вижте пояснителната страница за други населени места с името Дъглас.
Окръг Дъглас (на английски: Douglas County) е окръг в щата Канзас, Съединени американски щати. Площта му е 1228 km², а населението - 113 488 души. Административен център е град Лорънс.